# Els Omellons
Els Omellons – gmina w Hiszpanii, w prowincji Lleida, w Katalonii, o powierzchni 11,06 km². W 2011 roku gmina liczyła 243 mieszkańców.